# 1277 en santé et médecine
| Années de la santé et de la médecine : 1274 - 1275 - 1276 - 1277 - 1278 - 1279 - 1280    |
| Décennies de la santé et de la médecine : 1240 - 1250 - 1260 - 1270 - 1280 - 1290 - 1300 |

Cet article présente les faits marquants de l'année 1277 en santé et médecine.

## Événements

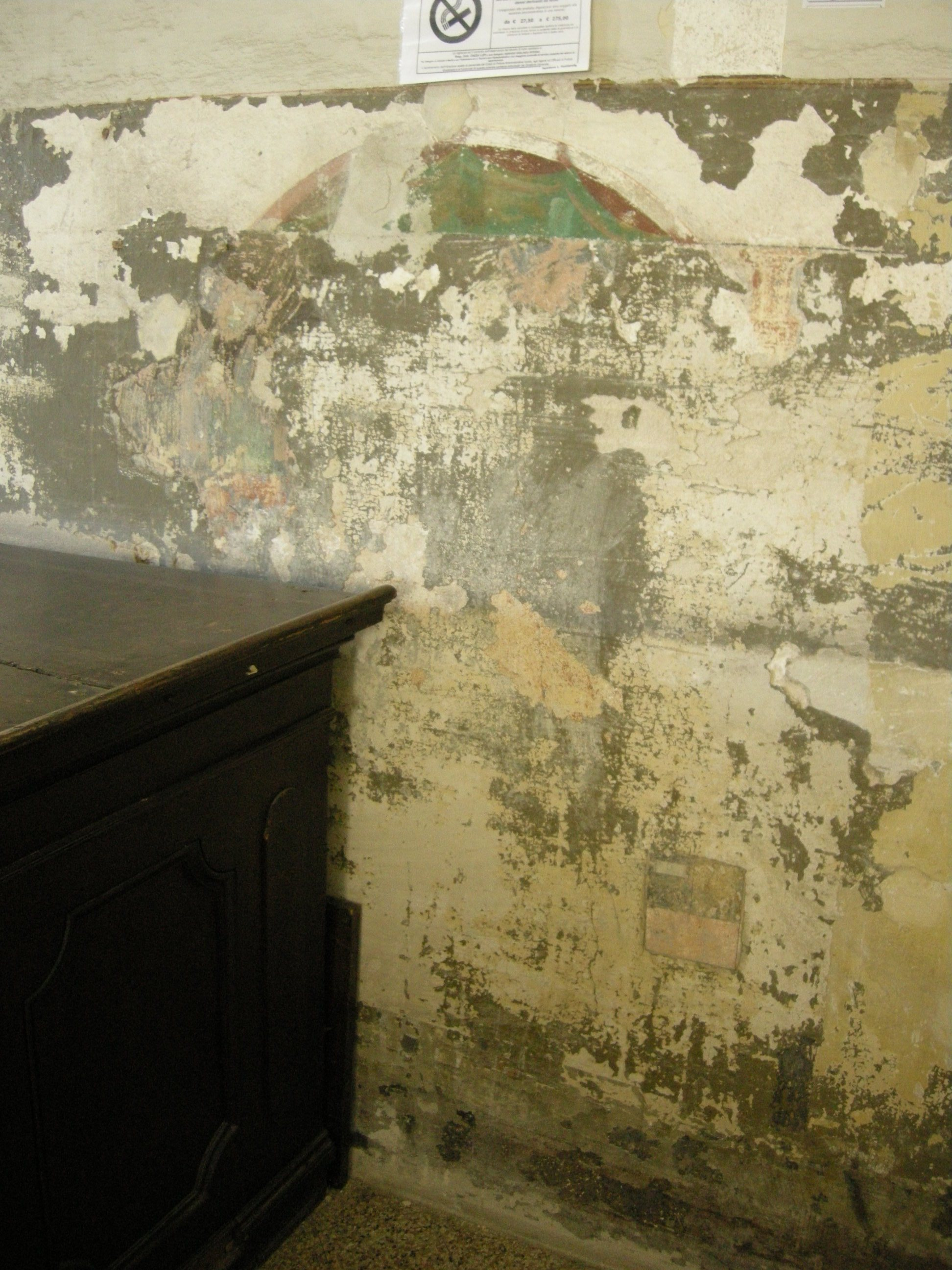
Pistoia
Ospedale del Ceppo
« La salle des hommes »
(reste d'une des fresques peintes en tête de lit)

- Guillaume de Saâne fonde à Rouen, pour « les pauvres pèlerins », l'hôpital dit « du trésorier » qui, doté par Philippe le Bel, prendra le nom d'Hôpital du roi[1].

- Construction de l'hôpital du Ceppo à Pistoia, en Toscane[2],[3].
- À Cernay, ville qui relève alors de la principauté épiscopale de Bâle, État du Saint-Empire, « le prévôt Henri commenc[e] […] à bâtir l'hôpital des pauvres[4] ».
- Fondation d'un hôpital à Ilevollen (no), aujourd'hui quartier de Trondheim en Norvège, par Jon Raude (no), archevêque de Nidaros[5].

## Publications
- Faraj ben Salim, médecin juif de Palerme, traducteur officiel à la cour de Charles Ier, comte d'Anjou, est chargé de traduire en latin une collection de manuscrits médicaux arabes[6].
- Vers 1277 : Guillaume de Moerbeke traduit le traité de diététique de Galien sous le titre de Galeni de cibis (De alimentis. De alimentorum facultatibus[7]).
- 1277-1279 : John Peckham (c.1230-1292) compose son œuvre principale, la Perspectiva communis, traité d'ophtalmologie et d'optique profondément influencé par Ibn al-Haytham[7].

## Personnalités
- Fl. Bertrand, médecin à Avignon, témoin du testament de Guigues VI, comte de Forez[8].
- Fl. Jean d'Alenya, barbier à Perpignan[8].
- 1276-1277 : fl. Pierre, barbier à Poitiers[9].
- Vers 1277-1283 : fl. Salomon, médecin juif de Narbonne, probablement établi à Perpignan[9].

## Naissance
- Vers 1277 : Wei Yilin (mort vers 1347), médecin chinois, auteur en 1345 du Shi yi de xiao fang (« Formules efficaces et éprouvées par les médecins depuis des générations »), recueil de prescriptions concernant « les maladies infantiles, la médecine interne, l'ophtalmologie, les maladies ORL, la stomatologie, les blessures de guerre, les ulcères et les furoncles[10] ».

## Décès
- Pierre d'Espagne le Médecin de Compostelle (né vers 1205 ou entre 1210 et 1220), auteur de divers traités médicaux, de commentaires sur Hippocrate et Galien et, peut-être, de l'important Thesaurus pauperum[11].